# Bodewes Trader 5400
Der Bodewes Trader 5400 ist eine aus zehn Einheiten bestehende Serie von Küstenmotorschiffen der niederländischen Werft Royal Bodewes in Hoogezand. Die Schiffe wurden von Royal Bodewes und der rumänischen Werft Severnav in Drobeta Turnu Severin für verschiedene europäische Auftraggeber gebaut.

## Beschreibung
Die Schiffe werden von einem Caterpillar-Dieselmotor des Typs MaK 6M25 mit 1980 kW Leistung angetrieben, die über ein Untersetzungsgetriebe auf einen Verstellpropeller wirken. Die Schiffe erreichen damit eine Geschwindigkeit von 12,5 kn. Für die Stromerzeugung stehen zwei Sisu-Dieselgeneratoren zur Verfügung. Für den Hafen- und Notbetrieb wurde ein weiterer Sisu-Dieselgenerator verbaut. Die Schiffe sind mit einem elektrisch angetriebenen Bugstrahlruder mit 300 kW Leistung ausgestattet.
Das Deckshaus befindet sich im hinteren Bereich der Schiffe. Es ist für eine elfköpfige Besatzung eingerichtet. Vor dem Deckshaus befinden sich zwei 37,50 m lange und 12,65 m breite Laderäume. Die Laderäume sind boxenförmig, wobei sich der vordere Laderaum zum Bug hin verjüngt. Laderaum 1 ist 4.095 m³, Laderaum 2 4.269 m³ groß. Auf der Tankdecke stehen insgesamt 926 m² zur Verfügung. Die Räume werden mit Stapellukendeckeln verschlossen, die mithilfe eines Lukenwagens bewegt werden können. Die Schiffe sind mit zwei Schotten ausgestattet.
Die Schiffe sind für den Transport von Containern ausgestattet. Die Containerkapazität beträgt 279 TEU, davon 168 TEU im Raum und 111 TEU an Deck. In den Laderäumen können jeweils sechs 20-Fuß-Container hintereinander und bis zu fünf nebeneinander gestaut werden. Es finden drei Lagen übereinander Platz. An Deck ist jeweils für sechs 20-Fuß-Container hintereinander und bis zu fünf nebeneinander Platz. Auf der hinteren Luke können die Container in zwei Lagen übereinander gestaut werden. Der hinterste Stapel ist auf eine Lage beschränkt, da hier der Lukenwagen geparkt wird. Der vorderste Stapel auf Luke 2 sowie die Deckscontainer auf Luke 1 sind unter Berücksichtigung des Sichtstrahls ebenfalls auf eine Lage beschränkt. Bei homogener Beladung mit 14 t schweren 20-Fuß-Containern können 241 TEU geladen werden. Werden nur 40-Fuß-Container geladen ist Platz für insgesamt 111 Container, davon 60 im Raum und 51 an Deck.
Die Tankdecke kann mit 15 t/m², die Lukendeckel mit 1,75 t/m² belastet werden. Bei Beladung mit Containern darf das maximale Gewicht auf der Tankdecke eines Stapels aus 20-Fuß-Containern 68 t und eines Stapels aus 40-Fuß-Containern 72 t betragen. Auf den Lukendeckeln darf das maximale Gewicht eines Stapels aus 20-Fuß-Containern 25 t und das eines Stapels aus 40-Fuß-Containern 48 t betragen.
Der Rumpf der Schiffe ist eisverstärkt (Eisklasse E2).

## Schiffe
| Bodewes Trader 5400 | Bodewes Trader 5400 | Bodewes Trader 5400 | Bodewes Trader 5400                | Bodewes Trader 5400                          |
| Bauname             | Baunummer           | IMO-Nummer          | Stapellauf Ablieferung             | Umbenennungen und Verbleib                   |
| ------------------- | ------------------- | ------------------- | ---------------------------------- | -------------------------------------------- |
| Bothniadiep         | 661                 | 9342138             | 24. Juni 2006 30. November 2006    | 2015: Kersti                                 |
| Balticdiep          | 662                 | 9342140             | 22. November 2006 15. Mai 2007     | 2017: Bjoernoe                               |
| Barentszdiep        | 663                 | 9507130             | 17. Dezember 2009 21. Juli 2010    | 2017: Bockoe, 2018: Klara                    |
| Paula Anna          | 664                 | 9507142             | 8. Oktober 2011 19. April 2012     | 2020: Grosse Freiheit                        |
| Paula Vindö         | 665                 | 9436783             | 8. April 2012 18. April 2013       | 2021: Karita                                 |
| Emsrunner           | 670                 | 9342152             | 13. Juni 2006 7. Dezember 2006     | 2014: Elise, 2016: Emsrunner, 2018: Ketlin   |
| Emscarrier          | 671                 | 9342164             | 23. April 2007 20. Dezember 2007   | 2014: Aline, 2016: Emscarrier, 2018: Klarika |
| Bosporusdiep        | 686                 | 9393840             | 8. September 2007 17. April 2008   | 2017: Blidoe                                 |
| Emstransporter      | 692                 | 9376775             | 21. Mai 2008 20. November 2008     | abgeliefert als Tiwalā, 2020: Bugoe          |
| Beltdiep            | 693                 | 9376787             | 21. Februar 2009 26. November 2009 | 2017: Bjoerkoe                               |